# Mal Viver
Mal Viver è un film del 2023 diretto da João Canijo.
La pellicola è stata selezionata per rappresentare il Portogallo ai Premi Oscar 2024 nella sezione del miglior film internazionale.

## Trama
Un gruppo di donne appartenenti a diverse generazioni della stessa famiglia gestisce un hotel sulla costa settentrionale portoghese. I rapporti tra loro si sono incrinati e stanno cercando di sopravvivere in un albergo in declino. L'arrivo inaspettato di una nipote causa dei problemi, facendo emergere l'odio latente e i risentimenti accumulati.

## Distribuzione
Il film è stato presentato in anteprima mondiale il 22 febbraio 2023 in occasione del 73º Festival internazionale del cinema di Berlino.

## Accoglienza
Sul sito web dell'aggregatore di recensioni Rotten Tomatoes, il film ha un indice di approvazione del 75% basato su 8 recensioni, con una valutazione media di 8/10.

## Riconoscimenti
- 2023 – Festival internazionale del cinema di Berlino
  - Orso d'argento, gran premio della giuria
  - In concorso per l'Orso d'oro